# Ormosia lanuginosa
Ormosia lanuginosa är en tvåvingeart som först beskrevs av Doane 1900.  Ormosia lanuginosa ingår i släktet Ormosia och familjen småharkrankar. Inga underarter finns listade i Catalogue of Life.